# Adrian Awasom
Adrian Awasom (25 de outubro de 1983) é um jogador profissional de futebol americano estadunidense que foi campeão da temporada de 2007 da National Football League jogando pelo New York Giants.